# ACHN
ACHN (亦稱ATCC CRL-1611) 是人類腎細胞癌細胞系，最初在1979年11月從一名22歲高加索男性腎癌患者的胸腔積液中分離出來，接着將細胞放置在裝有10％胎牛血清的伊格爾最低限度必需培養基內，然後在培養基中保存並傳代150天，再將細胞注射到裸鼠的體內，並且在4週後發現裸鼠出現局部浸潤癌。

## 抑制
有研究指出ACHN細胞會被人類干擾素抑制生長。同時又有研究指出5-十四烷氧基-2-糠酸 (5-Tetradecyloxy-2-furonic acid) 以濃度和時間依賴性的方式抑制着ACHN細胞的生長，並且降低蛋白激酶B、雷帕黴素靶標及p70核糖体蛋白S6激酶 (p70 ribosomal protein S6 kinase) 的磷酸化；而曲古抑菌素則以劑量依賴性方式顯著抑制着細胞的增殖，並且降低週期蛋白依賴性激酶4、CDK6、周期蛋白D1及週期蛋白A的水平，通過停滯細胞週期來抑制腎癌細胞的生長。

## 外部連結
- Cellosaurus entry for ACHN（页面存档备份，存于）